# Ƌ
Ƌ (minuskuła - ƌ) jest literą uzupełniającą alfabetu łacińskiego, używaną w alfabetach języków zhuang (od 1957 do 1982), yi (od 1956 do 1958) i hlai (w 1957). Jej kształt stanowi wariant małej litery d.

## Zastosowanie
W alfabecie języka zhuang z 1957 roku, ƌ służyła do zapisu spółgłoski iniektywnej dziąsłowej dźwięcznej ([ɗ] w międzynarodowym alfabecie fonetycznym). W 1982 została zastąpiona przez dwuznak Nd.
Ƌ przez krótki czas była stosowana w alfabecie mieszanym z 1956 do zapisu języków yi. Alfabet mieszany został przyjęty podczas konferencji poświęconej językom yi i sposobom ich zapisu w 1956, a następnie zaakceptowany przez władze prowincji Syczuan i państwową komisję do spraw narodowości. Był używany do 1957 roku przez władze i armię oraz w szkołach, zastępując alfabet łaciński z 1951 roku. Wskutek zatwierdzenia pinyinu w 1958 został przezeń zastąpiony.
W alfabecie języka hlai z 1957 wykorzystywano literę Ƌ, jednak stosowanie tego alfabetu zostało zarzucone.

## Kodowanie
W Unicode litera jest kodowana w sposób następujący:
| Znak                   | Ƌ                                  | Ƌ                                  | ƌ                                | ƌ                                |
| ---------------------- | ---------------------------------- | ---------------------------------- | -------------------------------- | -------------------------------- |
| Nazwa w Unikodzie      | Latin Capital Letter D with Topbar | Latin Capital Letter D with Topbar | Latin Small Letter D with Topbar | Latin Small Letter D with Topbar |
| Kodowanie              | dziesiątkowo                       | szesnastkowo                       | dziesiątkowo                     | szesnastkowo                     |
| Unicode                | 395                                | U+018B                             | 396                              | U+018C                           |
| UTF-8                  | 198 139                            | c6 8b                              | 198 140                          | c6 8c                            |
| Odwołania znakowe SGML | &#395;                             | &#x018B;                           | &#396;                           | &#x018C;                         |